# Häkte

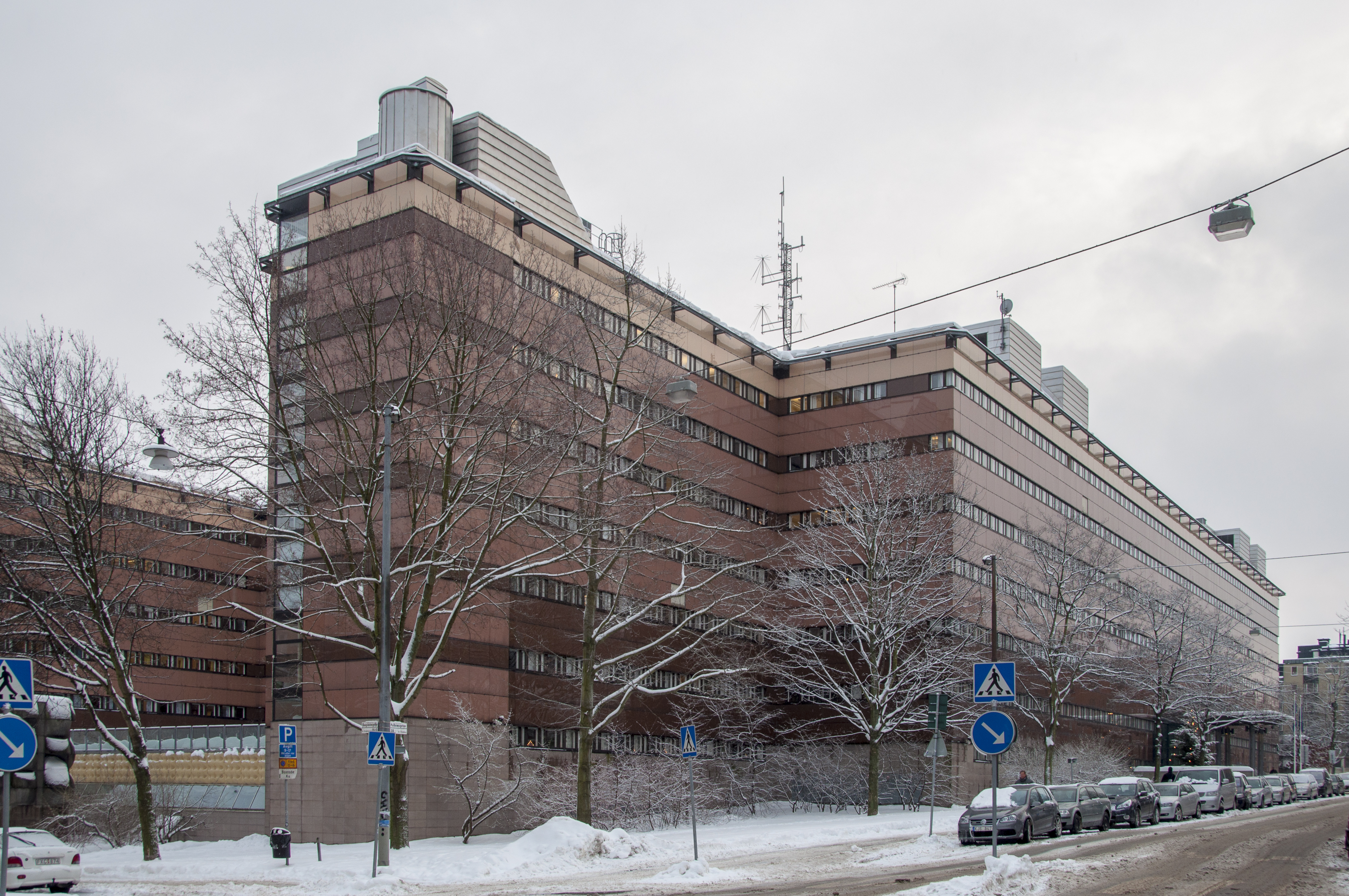
Kronobergshäktet i Stockholm.

Ett häkte är en lokal för tillfälligt frihetsberövande, bland annat för den som häktats av domstol. I Sverige administreras häktena av Kriminalvården. Detta ska inte förväxlas i Sverige med en polisarrest där gripna samt anhållna sitter inlåsta där ansvaret istället ligger hos polisen. En häktning avgörs vid en häktningsförhandling i domstol där högst två veckors häktningstid medges. Om mer tid behövs får en ny häktningsförhandling göras.
Det finns ingen formell övre tidsgräns som talar om hur länge den totala häktningstiden kan vara i Sverige.  Sverige har fått kritik från bland andra FN:s antitortyrkommitté då det bland annat i ett fall förekommit häktningstid på fyra år.
I Finland kan en häktad sitta upp till fyra veckor i polisarrest. I Danmark kallas ett häkte för arresthus.